# Savara catortha
Savara catortha är en fjärilsart som beskrevs av George Francis Hampson 1926. Savara catortha ingår i släktet Savara och familjen nattflyn. Inga underarter finns listade.